# شكي
مدينة شَكي (بالتركية الأذرية: Şəki/شَکی) مدينة تقع شمال غرب جمهورية أذربيجان بالقرب من حدود مقاطعة داغستان الروسية وجمهودددرية جورجيا. يبلغ عدد سكان مدينة شكي 63000 نسمة، وتبعد حوالي 325 كيلومتراً شمال غرب مدينة باكو عاصمة جمهورية أذربيجان.
أدرج قصر الملكي في شكي ومركز شكي التاريخي في قائمة التراث العالمي لليونسكو في الجلسة التالية للدورة الـ43 للجنة التراث العالمي للمنظمة المنعقدة لدى مركز باكو للمؤتمر في 7 يوليو، عام 2019.

## نبذة تاريخية
ووفقا للمؤرخين، يرجع أصل تسمية المدينة شكي إلى اسم قوم يدعون Sakas، الذين وصلوا إلى أراضي بأذربيجان في القرن الثامن قبل الميلاد، وSakas هم شعب إيراني نازحين من الجانب الشمالي للبحر الأسود وجنوب القوقاز الذين احتلوا فيها قدراً واسعاً من الآراضى الخصبة في منطقة تسمى Sakasena وكانت مدينة شكي واحدة من تلك الآراضى التي احتلها الشعب الإيراني وقتئذ .كما أن هناك آثار للمستوطنات على نطاق واسع في شكي يعود تاريخها إلى ما قبل أكثر من 2700 سنة .ويرجع تاريخ هذا الاحتلال إلى العصر البرونزي المتأخر.
كان شكي واحدة من أكبر المدن في الدول الألبانية في القرن الأول. ويقع المعبد الرئيسي للألبان القديمة هناك. تم تقسيم المملكة من شكي إلى 11 مقاطعة إدارية. كان شكي واحدة من المدن السياسية والاقتصادية المهمة قبل الغزو العربي. ولكن نتيجة للغزو، ضمت شكي إلى الإمارة الثالثة. وجورجيا إمارة مستقلة، Hereti، وقد تم تأسيسها في الأوقات التي كانت الخلافة العربية ضعيفة. كانت شكي مدينة تحكم من قبل مملكة جورجيا، والأتابكة من أذربيجان والإمبراطورية Khwarazmian، قبل الغزو المغولي.

## الاقتصاد
يقوم اقتصاد مدينة شکي على صناعة الحرير الصغيرة منذ قديم الآزل، فيما بين عامي1850-1870، أصبح شكي مركز إنتاج الحرير الدولي. أكثر من 200 شركة أوروبية فتحت مكاتب في المدينة، في حين تم بيع دودة القز لتصل قيمتها إلى 3 ملايين روبل(عملة المدينة) لهم في السنة.
تعتمد شكي أيضاً في اقتصادها على قطاعها الزراعي، الذي ينتج التبغ والعنب، والمكسرات، والحبوب .هذا إلى جانب امتلاكها لمراعي الماشية وإنتاج الحليب. مرافق الإنتاج الرئيسية للشكي هي مصنع للحرير، ومصنع الغاز، ومصنع للطوب، مصنع نبيذ، مصنع النقانق، مصنع لحفظ المنتجات، ومصنع لمنتجات الألبان مجاور لنطاق كبير لمزرعة متكاملة في إنتاج وتحليل نسب الألبان.

## معرض صور

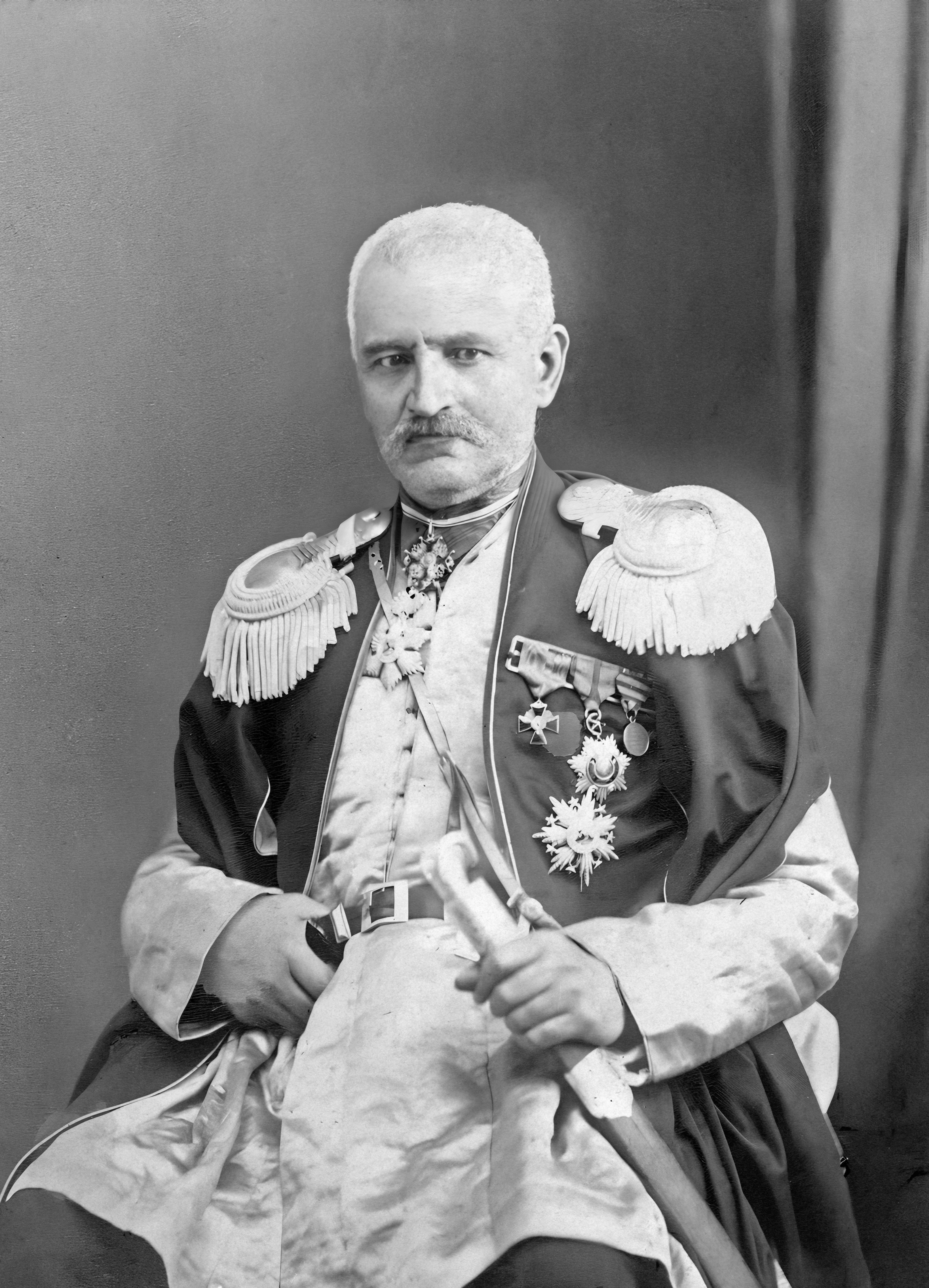
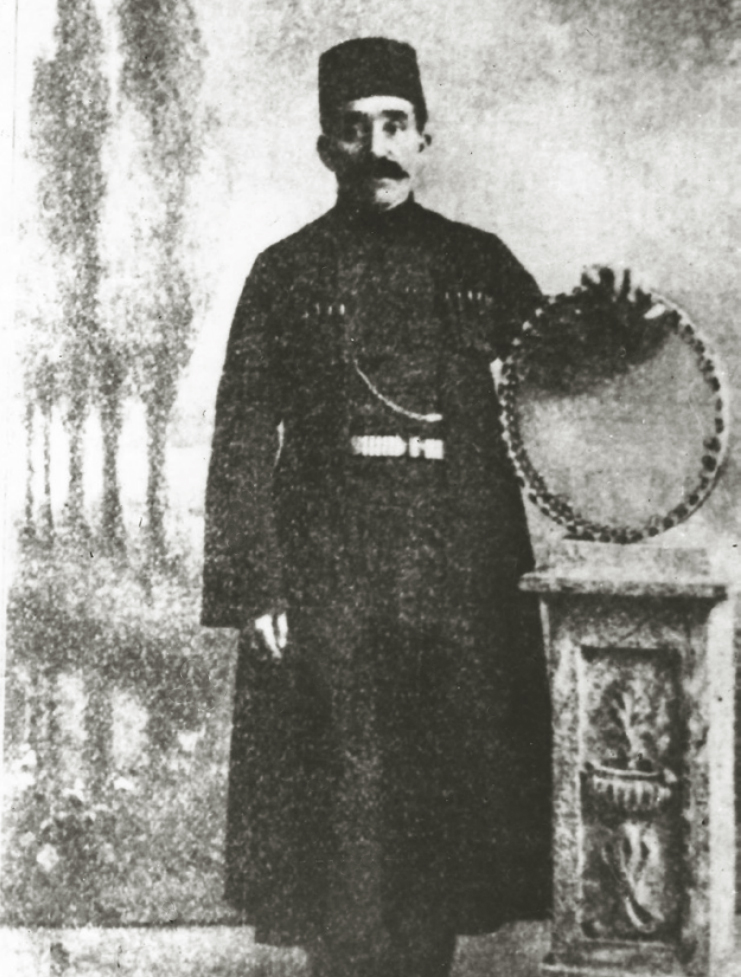
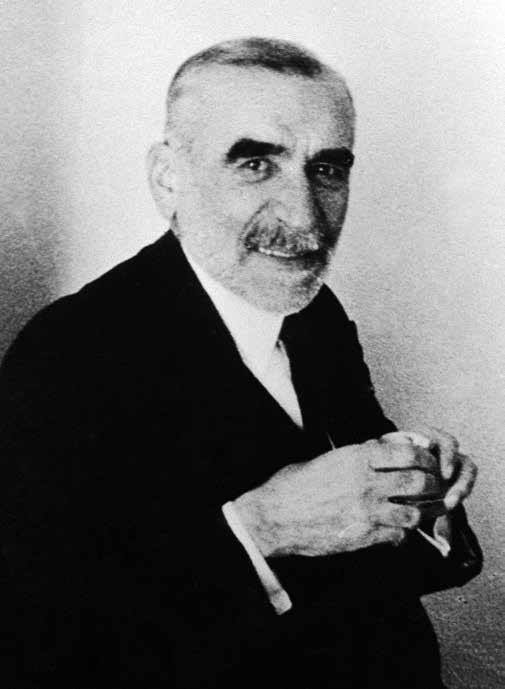
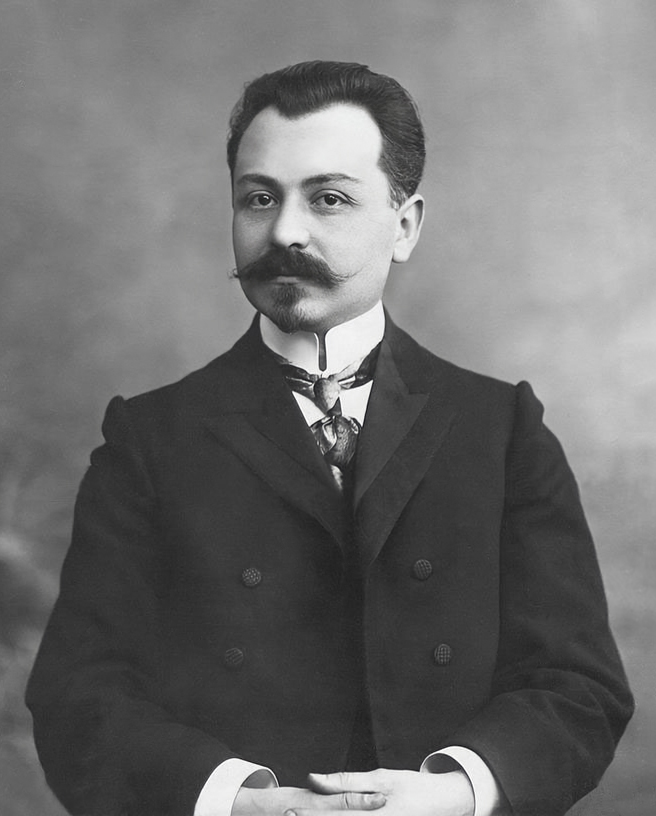
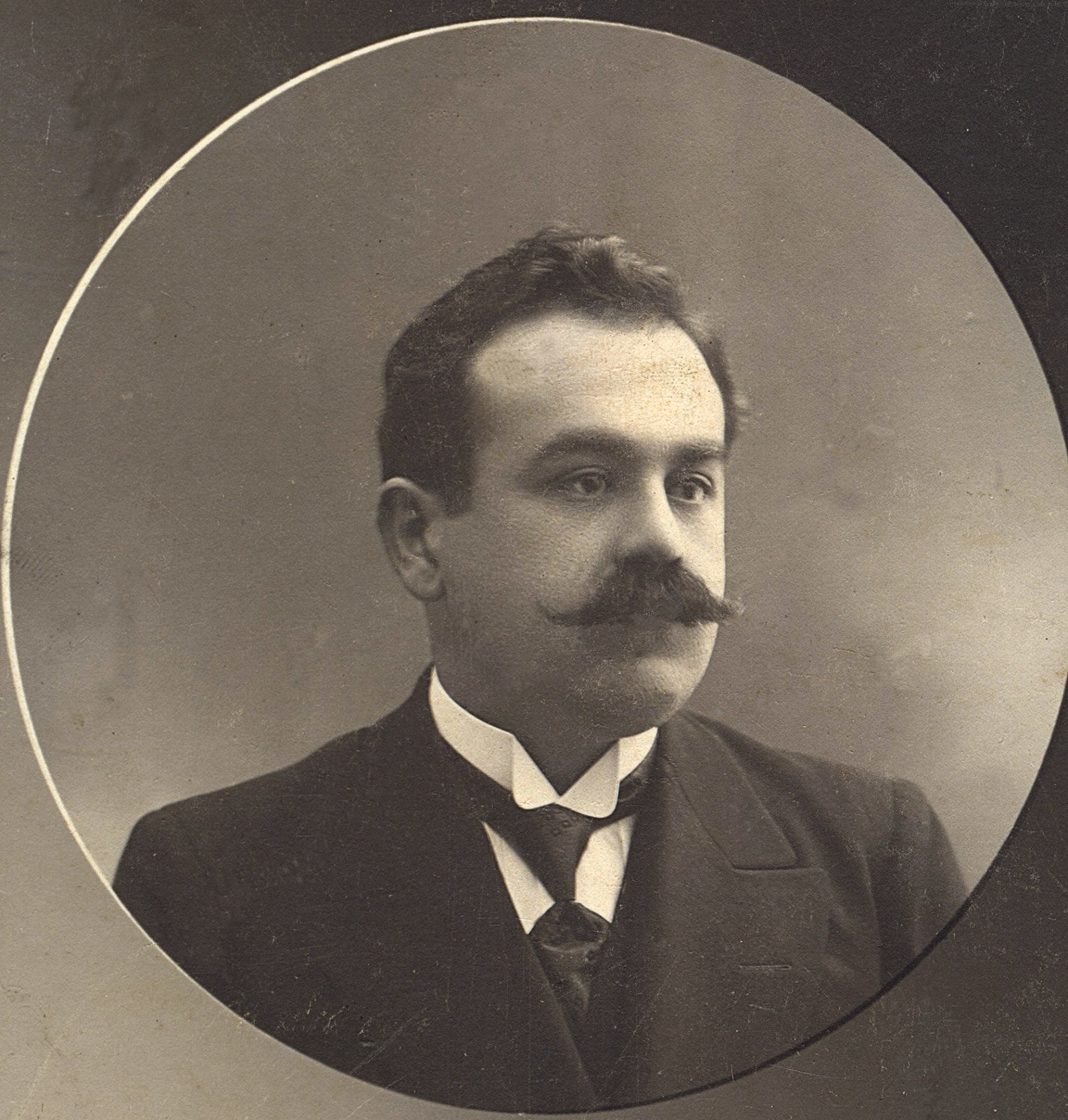

## البنية التحتية
طريق شاكي الدائري قيد التشغيل